# Samtgemeinde Emlichheim
Die Samtgemeinde Emlichheim ist eine Samtgemeinde im Landkreis Grafschaft Bentheim in Niedersachsen. In ihr haben sich vier Gemeinden zur Erledigung ihrer Verwaltungsgeschäfte zusammengeschlossen. Der Sitz der Verwaltung der Samtgemeinde befindet sich in der Gemeinde Emlichheim.

## Geschichte
Die Samtgemeinde entstand 1974 durch den Zusammenschluss der Gemeinden Emlichheim, Hoogstede, Laar und Ringe.

## Religionen
- evangelisch-reformiert: 50,2 %
- evangelisch-altreformiert: 16,8 %
- römisch-Katholisch: 16,7 %
- evangelisch-lutherisch: 11,7 %
- andere Konfessionen: 1,5 %
- Konfessionslose: 3,1 %

## Politik

### Samtgemeinderat
Der Rat der Samtgemeinde Emlichheim besteht aus 30 Ratsfrauen und Ratsherren. Dies ist die festgelegte Anzahl für eine Samtgemeinde mit einer Einwohnerzahl zwischen 12.001 und 15.000 Einwohnern. Die 30 Ratsmitglieder werden durch eine Kommunalwahl für jeweils fünf Jahre gewählt. Die aktuelle Amtszeit begann am 1. November 2021 und endet am 31. Oktober 2026.
Stimmberechtigt im Rat der Samtgemeinde ist außerdem die hauptamtliche Samtgemeindebürgermeister Ansgar Duling (parteilos).
Die letzte Kommunalwahl am 12. September 2021 hatte das folgende Ergebnis:
- CDU – 17 Sitze
- SPD – 8 Sitze
- Bündnis 90/Die Grünen – 3 Sitze
- FDP – 2 Sitze

### Samtgemeindebürgermeister
Hauptamtlicher Samtgemeindebürgermeister der Samtgemeinde Emlichheim ist seit dem 1. November 2021 Ansgar Duling (parteilos).

### Wappen
Blasonierung: „In Rot eine silberne schrägrechte Wellenleiste, oben nach der Figur begleitet von vier (3 : 1) goldenen Kugeln, unten pfahlweis von einer goldenen Korngarbe.“
Die silberne Wellenleiste steht für die drei Wasserläufe, die für die Samtgemeinde von Bedeutung sind:
- die Vechte, die das Gebiet von Südosten nach Westen durchfließt und auf der bis 1859 ein lebhafter Schiffsbetrieb herrschte,
- den 1878–1882 erbauten Coevorden-Piccardie-Kanal, der für die Torffuhren aus dem Moor wichtig war,
- die Grenzaa, die im Wietmarscher Moor entspringt und von Twist bis Coevorden die Nordgrenze der Samtgemeinde zu den Niederlanden bildet.

Die goldenen Kugeln in Rot sind dem Wappen der Edelherren, Grafen und Fürsten von Bentheim entnommen; sie machen deutlich, dass das Samtgemeindegebiet seit jeher zur Niedergrafschaft Bentheim gehörte, wenn auch das Gogericht Emlichheim, das weitgehend mit dem Gebiet der heutigen Samtgemeinde identisch war, samt einigen anderen Gütern im 14. und 15. Jahrhundert zeitweise in der Hand der Herren von Borculo und der Herren von Gramsbergen war.
Die Vierzahl der Kugeln hat doppelte Bedeutung: Sie erinnert an die vier Gildschaften Emlichheim, Laarwald, Ringe und Scheerhorn, die das von vier „Raedluden“ vertretene „gemeene Kerspel“ bildeten, das seit 1448 das Wind- und Mühlenrecht im Kirchspiel Emlichheim innehatte. Diese vier Gildschaften waren bis auf kleine Abweichungen die Vorläufer der heutigen Gemeinden Emlichheim, Laar, Ringe und Hoogstede, die sich 1974 zur Samtgemeinde Emlichheim zusammenschlossen. Die Samtgemeinde ist auch heute noch weitgehend und überwiegend von der Landwirtschaft geprägt; als Zeichen dafür steht die goldene Korngarbe.
Das Wappen wurde vom Heraldiker Ulf-Dietrich Korn aus Münster gestaltet.

### Flagge
Das querrechteckige Tuch (Länge : Höhe = 5 : 3) ist von Rot und Gelb längsgestreift und auf der vorderen Drittellinie mit dem Wappen der Samtgemeinde belegt.
Das Flaggentuch zeigt mit Rot und Gelb die Hauptfarben des Samtgemeindewappens; es sind zugleich die Wappenfarben des Landkreises Grafschaft Bentheim.

## Wirtschaft und Infrastruktur
In Emlichheim ist die Emsland Group als größter europäischer Stärkeproduzent ansässig. Es werden hier über 1.000.000 t Kartoffeln, die aus einem Umkreis von etwa 150 km um Emlichheim angeliefert werden, verarbeitet.
Etwa 8 km westlich von Emlichheim liegt innerhalb der Gemeinde Laar und der angrenzenden niederländischen Gemeinde Coevorden das grenzüberschreitende Industriegebiet Europark. Dort besteht ein großer Güter- bzw. Containerumschlagplatz namens „Euro-Terminal“, der von der Bentheimer Eisenbahn betrieben wird. Des Weiteren wurde dort von einem niederländischen Investor die umstrittene Müllverbrennungsanlage Emlichheim gebaut.
Ein weiterer wirtschaftlicher Faktor der Samtgemeinde Emlichheim ist die kunststoffverarbeitende Industrie. Hierzu zählen Synco in Emlichheim sowie Bekuplast und Ringoplast in Neugnadenfeld (Gem. Ringe).